# 非常律師禹英禑
《非常律師禹英禑》（：／）為韓國ENA於2022年6月29日至8月18日間播出的水木電視劇，逢週三、四晚間九點首播，Netflix緊貼韓國於海外同日上線。由《浪漫醫生金師傅》系列導演劉仁植與電影《證人》的編劇文智媛合作打造，朴恩斌、姜泰伍、姜基榮主演。劇情描述擁有天才頭腦但患有自閉症譜系的禹英禑，通過解決各種案件，成為一名真正的律師，所上演的大型律師事務所生存記。
本劇創下ENA頻道最高收視紀錄，蟬聯多週話題性冠軍，被媒體稱作「禹英禑症候群」。結局當週登上Netflix全球收視冠軍，以4億小時的總觀看時數，位居當時非英語電視節目第6名。因劇集觸及疾病、LGBTQ、脫北者與勞工等社會議題，而受到媒體、評論家、法律界與醫學界的好評，但也引起部分發展障礙者家屬的憂慮，感情線亦收獲正反兩極的評價。
朴恩斌扮演自閉症人士的演技，得到媒體與觀眾的讚賞，並獲得第59屆百想藝術大獎TV部門大賞。姜泰伍、姜基榮等一眾演員，在播出期間也受到大量的關注。本劇除了入圍10項百想藝術大獎，另獲得評論家選擇協會、亞洲內容大獎、首爾國際電視節、韓國電視劇節、APAN Star Awards等獎項。製作公司於2022年8月宣布預計在2024年推出第2季。

## 製作

### 創作與拍攝
2021年7月9日，宣布本劇由電影《證人》的文智媛作家執筆，與《浪漫醫生金師傅》系列導演劉仁植攜手合作，講述患有自閉症譜系的27歲女性禹英禑，成為大型律師事務所的律師的故事。劇集由A Story、KT Studio Genie以及浪漫團隊共同製作，共計16集，製作費約為150億韓圓。
|                                                      | 我當不了律師，因為我有自閉症，但我能當證人，對吧？ |
| ——文智媛，電影《證人》女主角智友（金香起飾演）的台詞 |                                                    |

文智媛作家是為了創作懸疑電影才開始研究自閉症，並受病症的諸多特徵所吸引。A Story的代表李相伯認為，描述自閉症律師的故事不僅前所未見，還能改變看待自閉症的視角，於是向文智媛提案，想藉由智友的台詞聯動電影和電視劇。文智媛認為該構想具有可行性，因此接下劇本工作，但比起延續智友的故事，她更傾向智友和英禑活在平行宇宙。劉仁植閱讀劇本後，認為描述自閉症律師的故事富有價值，於是接下執導工作。
塑造「奇怪但能有所共鳴」的主角是個難題，劇集所傳達的訊息也相當重要、不得有誤，因此製作團隊尋求拿撒勒大學幼兒特殊教育系的金炳建（김병건）教授的協助，來建構角色。金炳建教授起初不太願意擔任顧問，但看過劇本後，認為本劇沒有消費自閉症，還聚焦女性自閉症人士，且英禑的形象可愛，這些觀點有助於強化社會對疾病的認識，進而打破偏見。金教授寄望禹英禑成為開創先例的墊腳石，透過劇組著重描繪角色的「人性」，傳遞自閉症並非「缺陷」的訊息。
禹英禑的律師生活所面臨的最大困境，即是疾病本身和偏見，所以劇中並未設定突出的反派，但文智媛沒有無視疾病的黑暗面，而是用有限的篇幅來描述。同時，也以英禑作為唯一的主角，讓觀眾能夠毫無隔閡地，和英禑交流並產生共鳴。導演提議以物件反映英禑的內心世界，文智媛覺得鯨豚的模樣很適合電視劇的場景，便設定鯨豚作為英禑的標誌。
文智媛形容本劇就像「嫩豆腐蛋花湯」般清澈明亮，雖然旨在描繪溫暖、愉快又具人性的法庭故事，但仍選擇拋出爭議性的主題。製作公司和導演也認同劇情多樣性的必要，因此支持描述同性情侶、脫北者等故事。自閉症顧名思義比較側重於自身，文智媛認為在英禑成長的過程中，因相愛而邀請他人來到自己的世界，是不可或缺的部分。自閉症人士的愛情不是金教授能力所及的領域，因此提供諮詢的過程最為艱鉅，但他認為身心障礙人士就如同一般人，因此相戀並非不切實際。
文智媛表示，劇名的含義在於「認識乍看之下很奇怪的禹英禑這個人的過程」。她認為不一般或超出常識範圍的人，經常被歸類為奇怪的人，但這樣的人反而讓世界充滿變化而豐富，且每個人都有奇怪之處，才顯得別具價值。編導希望能透過本劇傳達前述觀點，使觀眾能夠接納他人的特質，並透過禹英禑的成長和思考模式，得以跳脫框架、重新審視固有規則。
本劇雖然為原創，但劇中的案件部份取材自真實案例，分別改編申敏永律師所著之《我為何為他們辯護》（왜 나는 그들을 변호하는가）、曹祐誠律師之著作《一喜勝千憂》（한 개의 기쁨이 천 개의 슬픔을 이긴다）以及申珠映（신주영）律師所著之《法庭的高手》（법정의 고수），另外也改編智異山泉隱寺的案件。申敏永律師另外受邀擔任本劇的顧問律師，於拍攝法庭戲時，適時糾正錯誤並給予意見，其他法律顧問還包括太平洋法律事務所合夥人律師尹智孝等。
本劇約略於2021年11月至12月間開拍，歷經8個月的拍攝，於2022年7月14日正式殺青。2022年8月17日，李相伯宣布將製作第2季，雖然協調製作團隊與演員的行程不易，但仍以90%原班人馬、2024年上檔為目標。2023年6月9日，A Story正式和文智媛簽署第2季執筆合約，待文智媛結束長篇電影《Deaf Voice》的編導工作後，才會開始進行第2季的創作。

### 演員角色與選角

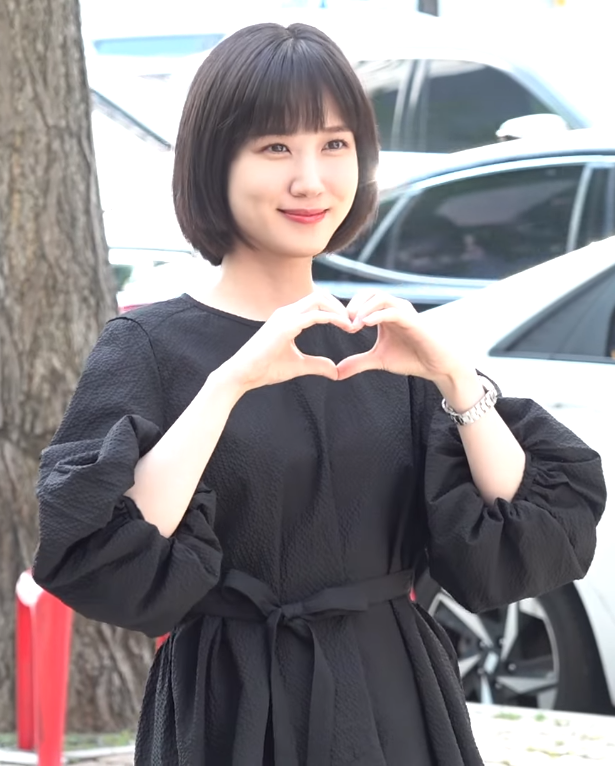
扮演禹英禑的朴恩斌出席殺青宴

2021年7月9日，Namoo Actors證實旗下藝人朴恩斌收到《非常律師禹英禑》的女主角演出提案，直到10月29日才宣布確定接演。禹英禑是患有自閉症類群，但智商達164，且畢業於首爾大學的天才律師。扮演英禑的演員必須具備好口才以及清新、聰明的形象，李相伯認為朴恩斌曾在《理判事判》中飾演法官，因經驗豐富、演技扎實，相當適合該角色。
起初，朴恩斌不知如何詮釋角色，擔心傷害或冒犯到他人，故推辭了很多次，轉而參演難得由女演員扮演國王的古裝劇《戀慕》。導演與編劇看重朴恩斌的能力和態度，加上她具備禹英禑的優點，因此認為禹英禑非朴恩斌莫屬。在劇組近一年的等待下，朴恩斌為了報答劇組的信任而轉念，待《戀慕》完成拍攝，旋即投入本劇的作業，對角色進行研究與分析。
2021年10月6日，姜泰伍收到男主角的演出提案，詮釋富有暖男魅力的律師事務所職員李濬浩。劉仁植覺得姜泰伍善良又文靜的形象和角色相當吻合，文智媛也認為他的男子氣概不會過於強烈。姜泰伍是首次參演法庭劇，並且想扮演支持他人而富有溫度的角色。
2021年10月7日，姜基榮收到主演提案，於11月3日確定飾演奮發圖強又嚴苛的資深律師鄭明錫，同時也是女主角禹英禑職場上的導師。姜基榮想嘗試沒有詮釋過的角色，而鄭明錫精明又具備領導力，與他過去較常扮演的滑稽角色有所不同。
2022年4月8日，正式發布演員陣容：全裴修飾演禹英禑的父親禹光顥，詮釋一個為了孩子而放棄法律工作的單親爸爸；白智媛飾演韓宣榮律師，詮釋渴望成為業界龍頭的汪洋律師事務所代表；看似完美，卻懷有致命弱點的泰山律師事務所合夥人太守美律師，由陳慶扮演；朱玄英飾演禹英禑唯一的朋友董格拉米；河潤景飾演新進律師崔秀妍，是禹英禑的法學院同窗兼律師事務所同事；朱鐘赫飾演有過度競爭意識與生存本能，並視禹英禑為敵的新進律師權敏宇；林成宰則飾演董格拉米打工之居酒屋的老闆金敏植。
劇集播出後，陸續透過媒體公布特別演出的演員，包括百想藝術大獎得主具教煥，還有飾演鄭明錫的宿敵——張勝准律師的崔代勳、扮演脫北者的金曦歐拉、扮演人權律師柳齊夙的李鳳輦、扮演明錫前妻的李允智，以及與導演於《浪漫醫生金師傅2》合作過的金柱憲等。
關於第2季的演出意願，尚未收到正式提案的朴恩斌，由於無法確定續集能否超越第1季，而未給予肯定的答覆。河潤景雖然有意願參與第2季，但礙於不易重聚原班人馬等現實因素，同樣無法給予肯定的答覆，因此安於第1季的結局。姜泰伍於2022年9月20日入伍，表明若退伍後時機允許，他願意參演。姜基榮、全裴修與林成宰也紛紛表達有參與第2季的意願。

#### 演員列表
| - 朴恩斌（童年：吳智律） 飾演 禹英禑 - 姜泰伍 飾演 李濬浩 - 姜基榮 飾演 鄭明錫 | - 全裴修（青年：張成範） 飾演 禹光顥 - 白智媛 飾演 韓宣榮 - 陳慶（青年：鄭韓嬪） 飾演 太守美 - 河潤景 飾演 崔秀妍 - 朱鐘赫 飾演 權敏宇 - 朱玄英 飾演 董格拉米 - 林成宰 飾演 金敏植 |

##### 特別演出
- 李度慶 飾演 朴奎植
- 姜愛心 飾演 崔英蘭
- 尹柱相 飾演 金正久
- 賀營 飾演 金花英[88]
- 成基允 飾演 金真平[89]
- 尹宥善 飾演 全景熙[89]
- 崔代勳 飾演 張勝准[69][89][90][91][92]
- 文相勳 飾演 金廷勳[89]
- 高仁範 飾演 董同一[註 2]
- 李尚熙 飾演 董同二[註 3][93]
- 李誓環 飾演 真奕[94]
- 鄭石勇 飾演 董同三[註 4][95]
- 李成旭 飾演 黃杜庸[96][97]
- 尹炳熙 飾演 裴聖哲[96]
- 李基英 飾演 柳明河[91]
- 金曦歐拉 飾演 季向心[70][91]
- 丁奎秀 飾演 崔韓秀[98]
- 具教煥 飾演 方屁噗[68][99]
- 許棟元 飾演 申逸秀[100]
- 李鳳輦 飾演 柳齊夙[71][101]
- 尹那武 飾演 正南[102]
- 李允智 飾演 知秀[73][103]
- 金柱憲 飾演 裴烟澈[註 5][75][92]
- 吳芝惠 飾演 裁判長

### 音樂

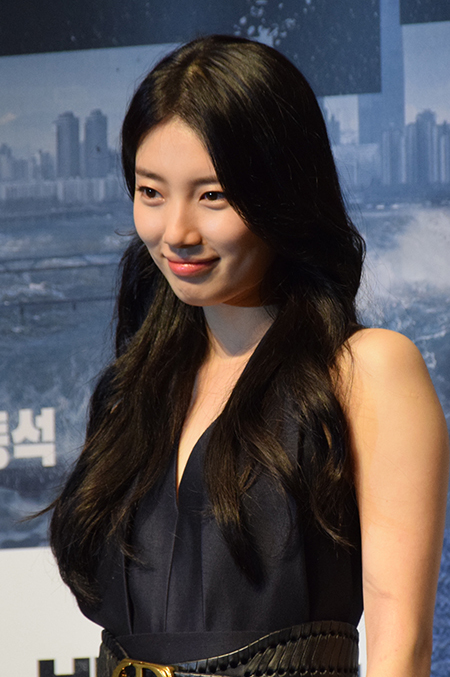
影歌雙棲的秀智為原聲帶獻聲

2022年6月28日，A Story公開本劇的原聲帶陣容，由以抒情歌見長的盧英心擔任音樂監製。Nell樂團的主唱金鐘萬、擁有獨特感性嗓音的鮮于貞娥、MSG Wannabe團員Wonstein、歌手兼演員的秀智、擁有夢幻音色的O3ohn、知名翻唱樂團MayTree、女主角朴恩斌等藝術家負責演唱單曲。
盧英心在為發展障礙者所舉辦的平昌國際特別音樂與藝術節擔任音樂總監多年，而受到製作公司的注意。劉仁植認為盧英心特有的感性正是劇集所需，於是劇組透過音樂節和盧英心接洽。盧英心看過6集劇本後，認為沒有理由拒絕邀約，且早已獲得靈感。
在創造音樂時，除了透過歌詞表現英禑的個性，盧英心也為體現自閉症人士的思路和語言結構，而進行研究，並思考英禑會聽什麼音樂，以及什麼音樂能讓她獲得安定感。同時，她也負責了所有曲目中的鋼琴演奏。劇中的部分旋律，如「Do Mi Do」、「Mi Sol Mi」等，靈感來自禹英禑的諺文，盧英心認為這也有助於發展障礙者學習音樂。「鯨豚」是代表英禑的標誌，因此盧英心邀請無伴奏合唱團體MayTree演唱，表現英禑腦中鯨豚奔放游水的音效。

### 發行與宣傳
SBS原本是最有可能排播《非常律師禹英禑》的電視台，但因選角延宕而未果。2021年10月25日，製作公司A Story正式宣布將海外版權出售予Netflix，並在同年12月和KT Studio Genie簽署國內事業權合約，敲定由KT公司旗下的SKY播映。但隨著KT公司重組，SKY更名為ENA，本劇正式確定由ENA首播。首播期間，也由Netflix和KT公司旗下的OTT平台Seezn共同聯播。
2022年5月，先後釋出首支預告以及首張預告海報。6月上旬，陸續公開主海報、第2支預告以及2張特別海報。6月下旬，正式發布主預告，並公開禹英禑、李濬浩、鄭明錫、董格拉米、崔秀妍和權敏宇等六名角色的個人海報。6月23日，公開本劇的元宇宙，其中包含劇中場景以及劇照、海報和預告片等宣傳內容。
KT旗下的鄭5、鄭多恩、柳寶拉與Céz等四名Y藝術家，除了於聖水洞咖啡街的建物上繪製壁畫、設計電視劇週邊商品等，他們的插畫也被運用在每集片尾畫面與原聲帶封面上。首播當天，於首爾廣津區的樂天影院建大路口館舉行製作發表會，由劉仁植、朴恩斌、姜泰伍及姜基榮等人出席。結局當晚，製作公司邀請300名觀眾參加終映活動，和朴恩斌、姜泰伍、姜基榮、河潤景、朱鐘赫、朱玄英以及劉仁植與文智媛等人在首爾龍山區的CGV影院一同觀賞結局。

## 分集劇情
| Case | 標題                                                | 導演   | 編劇   | 首播日期      | 片長   | 南韓收視人數 （百萬） |
| --- | --------------------------------------------------- | ------ | ------ | ------------- | ------ | --------------------- |
| 1 | 非常律師禹英禑 이상한 변호사 우영우                 | 劉仁植 | 文智媛 | 2022年6月29日 | 77分鐘 | 待定                  |
| 禹英禑5歲時（吳智律飾演）被診斷罹患自閉症譜系，但她熟記刑法法條，展現出法學天才的資質。22年後，英禑（朴恩斌飾演）自首爾大學法學院畢業，成為韓國首位自閉症律師，來到汪洋律師事務所任職。汪洋的代表律師韓宣榮（白智媛飾演）指派鄭明錫律師（姜基榮飾演）帶領英禑，但明錫質疑英禑的能力，便委派了一樁殺人未遂案件，藉此試驗英禑。委託人崔英蘭（康愛心飾演）是英禑和父親禹光顥（全裴修飾演）以前的房東朴奎植（李度慶飾演）的妻子。由於奎植經常猜忌英蘭對婚姻不忠，英蘭一氣之下用熨斗打傷奎植，奎植當場暈厥並腦出血。明錫和檢方達成緩刑的共識，但英禑考慮到民法規定，決定改爭取傷害罪緩刑，以防止英蘭日後無法繼承丈夫的遺產而陷入困頓。英禑的細心，令明錫刮目相看。 訟務組職員李濬浩（姜泰伍飾演）陪同英禑拜訪朴氏夫婦，並以華爾滋舞步幫助她進出旋轉門。奎植懷疑光顥和妻子外遇，因懷恨至今而辱罵英禑。檢方以英蘭陳述之筆錄，認定她具有殺人意圖。奎植出庭作證時，明錫派英禑進行詰問，刻意誘發奎植暴怒，使陪審團同情英蘭。奎植在送返醫院的過程中身亡，於是檢方改控英蘭涉犯殺人罪。英禑自責之餘，發現患有輕度失智症的奎植，在案發前已出現頭痛症狀。透過醫師作證，奎植的腦部並無外傷，且硬腦膜下出血又好發於老人與失智症患者，加上專家的診斷書，英蘭最終獲判殺人罪無罪、傷害罪緩刑。崔秀妍律師（河潤景飾演）面對總是超越她的大學同窗英禑，仍選擇幫助英禑通過旋轉門。      |                                                     |        |        |               |        |                       |
| 2 | 滑落的婚紗 흘러내린 웨딩드레스                      | 劉仁植 | 文智媛 | 2022年6月30日 | 69分鐘 | 0.396                 |
| 企業家金正久會長（尹柱相飾演）的千金金花英（賀營飾演）在舉行婚禮時，因婚紗滑落而走光；未婚夫洪真旭（朴志訓飾演）的爺爺身為基督教長老，見到她背部的觀世音菩薩刺青而大失所望、提議退婚。宣榮為了超越泰山律師事務所，決定接下金會長向飯店求償十億韓圓的訴訟案。英禑和權敏宇律師（朱鐘赫飾演）一同拜訪當事人，發覺這是樁沒有愛情的策略聯姻，且花英正接受精神科治療。 因秀妍腹瀉，改由英禑和濬浩假扮未婚夫婦，刺探飯店婚禮事業組、說服員工出庭證實婚紗被調換；但被告方以花英在網路上發表慶幸退婚的文章，反駁被告負有精神賠償之責。在得知洪爺爺曾約定贈送價值數百億的土地做為結婚禮物後，英禑提議以特殊損害進行求償。然而，花英卻當庭撤告，除了向金會長坦承信奉佛教，也公開女友身份。濬浩是公司裡唯一願意聆聽英禑分享鯨豚知識的人，但秀妍提醒他：思考此舉是否有益於英禑。 |                                                     |        |        |               |        |                       |
| 3 | 企鵝朋秀，就決定是你了 펭수로 하겠습니다            | 劉仁植 | 文智媛 | 2022年7月6日  | 71分鐘 | 1.069                 |
| 尚廷藥品的金真平會長（成基允飾演）和夫人全景熙（尹宥善飾演）返家時，發現患有重度自閉症的小兒子金廷勳（文相勳飾演）一直喊著「找死！不可以！」邊捶打已暈厥倒地且酒醉的大兒子金尚勳（李奉俊飾演）。尚勳因22處肋骨骨折導致胸腔出血死於胸部損傷，故檢方以傷害致死罪起訴廷勳。為了讓廷勳開口，英禑同明錫、秀妍表演了廷勳喜愛的企鵝朋秀的歌曲。廷勳雖然打開心房，但一談起案件仍會情緒過激。英禑就尚勳脖子的上勒痕，懷疑廷勳是想阻止尚勳自縊，並在案發房間找到繩索與日記。金會長夫婦不願面對尚勳因課業壓力而嘗試自縊的事實，金會長甚至謾罵英禑損害尚勳的名譽。 在不公開尚勳自縊的情況下，英禑主張情緒障礙為自閉症狀進行辯護，但檢方針對同為自閉症人士的英禑的身心狀態，反駁被告方的論點。英禑模擬自縊的情境，推測尚勳在自縊的繩索斷裂後，因廷勳只抱著他的下半身，導致他失去重心而重摔在地，背部才會呈直線骨折狀。雖認可英禑的努力，但金會長為避免家人再受屈辱，而要求英禑退出辯護團。明錫為了捍衛英禑也選擇退出，並聽從宣榮的指示將案件交由張勝准律師（崔代勳飾演）收尾。受挫的英禑感受到網友的惡意與偏見，認為自己不是個對委託人有利的律師而辭職。 |                                                     |        |        |               |        |                       |
| 4 | 三兄弟之爭 삼형제의 난                              | 劉仁植 | 文智媛 | 2022年7月7日  | 68分鐘 | 1.391                 |
| 光顥為防止英禑遭受霸凌，曾舉家搬到江華島，但情況並未改善。被同學稱作神經病的董格拉米（朱玄英飾演），看不慣同儕作為便挺身而出；渴望安全的英禑和沒有朋友的格拉米，從此成為摯友。 格拉米的父親董同三（鄭石勇飾演）遭到哥哥董同一（高仁範飾演）和董同二（李尚熙飾演）的欺騙，簽下不利於己的土地贈與契約書，還得負債繳稅。英禑介紹格拉米委任明錫，尚未受理辭呈的明錫則要求英禑親自辯護。同一向同三謊稱民法繼承篇有遺產分配長幼有序的規定，涉有欺罔行為；但同一矢口否認，聲稱聽見對話的真奕里長（李誓環飾演）也在法庭上倒戈。英禑決定製造證據、化解僵局。董家祭祖時，格拉米與同三刻意激怒同一和同二，令兄弟倆對他們大打出手。民法規定當受贈人對贈與人做出犯罪行為時，得撤銷贈與契約，這迫使同一和同二向同三一家人低頭認錯。 敏宇認為英禑受到上司的特別待遇，但明錫點出英禑具有出色的能力和思維。格拉米察覺濬浩對英禑的心意，因此推薦他約會聖地。英禑自覺在世人的眼中，她永遠只是個需要幫助的自閉症人士，這不利於委託人才選擇辭職，但濬浩願意和作為律師的她站在同一陣線。幾個月前，宣榮親自拜訪前輩光顥，向英禑提供工作機會。 |                                                     |        |        |               |        |                       |
| 5 | 冒失莽撞對上權謀詭計 우당탕탕 VS 권모술수           | 劉仁植 | 文智媛 | 2022年7月13日 | 68分鐘 | 2.565                 |
| 梨花公司推出附有特殊鈔匣的自動櫃員機，並申請實用新型專利；但因金剛公司的定價較低，梨花便向金剛提起禁止製造及銷售的假處份訴訟。明錫指派英禑和敏宇替梨花辯護，但「權謀詭計」的敏宇視「冒失莽撞」的英禑為勁敵，不願和她分享情報與資訊，導致她進度落後，這惹得濬浩不快。金剛方稱該鈔匣技術是美國的開源技術，且梨花是抄襲已倒閉的領袖公司；惟領袖自動櫃員機因瑕疵而全數收回並銷毀，難以蒐證。想洞悉真相的英禑，在格拉米與濬浩的傳授下，透過肢體與神情分辨人類說謊與否，同時藉此確認濬浩的心意。 敏宇協助黃杜庸部長（李成旭飾演）確認領袖自動櫃員機已遭銷毀；英禑則為了贏過敏宇，指導研究開發部組長裴聖哲（尹炳熙飾演）掩蓋說謊的舉止。裁定假處分後，金剛的吳振宗社長（申賢宗飾演）寫信給英禑，望能喚醒她的良知。英禑向敏宇求援，敏宇卻諷刺英禑正是令金剛陷入困境的人。金剛尋獲領袖自動櫃員機，經法官現場驗證，確認梨花的技術不具新穎性，因此撤銷假處份，但這對早已壟斷市場的梨花而言無關痛癢。英禑自責成為不良企業的幫兇，於是將吳社長的信貼在牆上警惕自己。 英禑認為總是幫助她的秀妍，猶如春日暖陽。卸任泰山律師事務所代表的太守美（陳慶飾演），被提名為法務部部長候選人，並否認未婚生子的謠言。 |                                                     |        |        |               |        |                       |
| 6 | 如果我是鯨魚⋯⋯ 내가 고래였다면...                   | 劉仁植 | 文智媛 | 2022年7月14日 | 70分鐘 | 2.529                 |
| 脫北者季向心（金曦歐拉飾演）夥同友人向李順英（林聖美飾演）暴力討債，被控強盜傷害罪。身為單親媽媽的她未出庭受審，反而帶著女兒展開逃亡。五年後，她將女兒季霞允（林嘏妃飾演）寄託在育幼院，才選擇自首。明錫指派英禑協助秀妍處理這樁公益案件，英禑得知向心逃亡是為了撫養到女兒能夠記得母親的年紀，日後才得以團聚。 在拜訪受害者時，英禑和秀妍親眼目睹順英遭受家暴。透過報警紀錄，她們懷疑順英的傷勢並非向心所致。之前的委任律師秀出某篇專欄文章，顯示權柄吉醫師（徐英三飾演）歧視脫北者。權醫師在接受英禑詰問時，言論極為偏頗而受到輿論非議；勝准因此丟失大宗客戶，而對明錫發怒。英禑向柳明河法官（李基英飾演）聲請再開言詞辯論庭，遭到否決；但柳法官得知向心的處境後，以自首為由，酌情判處緩刑。 根據鯨魚媽媽的特性，英禑試問如果自己是鯨魚，母親是否就不會拋棄她。濬浩苦惱英禑誤會他的迴避，敏宇則誤會濬浩喜歡秀妍，令秀妍竊喜。 |                                                     |        |        |               |        |                       |
| 7 | 昭德洞故事一 소덕동이야기I                          | 劉仁植 | 文智媛 | 2022年7月20日 | 68分鐘 | 2.975                 |
| 政府為連接新都市與首爾的交通，預定興建名為幸福路的汽車專用道路，昭德洞因此被一分為二。崔韓秀里長（丁奎秀飾演）邀請汪洋的律師到訪鄉鎮，明錫被居民打動而接受昭德洞的委託，提起幸福路規劃區域定案撤回請求訴訟。原告方主張政府違反行政法中的比例原則，但替被告辯護的守美以動畫呈現其他繞道方案的缺點，直指原告懷有地區利己主義。英禑發現政府在進行策略性環境影響評估前，已先制定計畫，違反法規之程序。守美以最佳方案提出之時間反駁原告方，英禑就道廳回函內容，再度推翻訂定方案的日期，證實政府違反程序。英禑在法庭上的表現，令守美刮目相看。 秀妍發覺濬浩喜歡英禑而失落；英禑卻因自閉症人士的身份而沒有自信。秀妍提醒濬浩應確認心意，再主動向英禑表態。格拉米建議英禑以觸碰濬浩的方式，來確定心意。光顥發現英禑崇拜守美，慌張之餘，懷疑宣榮是為了打擊守美才招募英禑。英禑得知自己是空降部隊，寧願受挫也不願父親暗中介入。敏宇發現宣榮與光顥是前後輩關係，於是在公司網站上匿名告發英禑的招聘程序。 |                                                     |        |        |               |        |                       |
| 8 | 昭德洞故事二 소덕동이야기II                         | 劉仁植 | 文智媛 | 2022年7月21日 | 67分鐘 | 3.404                 |
| 汪洋的員工議論紛紛，秀妍深知英禑因偏見而面臨求職困境，便挺身捍衛英禑。明錫應宣榮的要求，決定借助輿論的力量。現場驗證時，天公不作美，加上部分居民被泰山說服而倒戈，於是裁判長宣布將採納獲半數以上居民支持的一方之意見。李準範記者（李斗錫飾演）研判現況不具報導價值，汪洋又不敵泰山派遣的人數攻勢，無法取得多數居民的同意書。英禑決定脫離父親，打算接受守美的招攬到泰山任職，光顥為阻止英禑，坦白守美即是英禑的生母。 當年，出身富家的守美和光顥相戀卻意外懷孕，為了未來著想本想墮胎，但光顥承諾放棄法律工作並帶著孩子遠走，才換取英禑的出世。英禑懷疑昭德洞山丘上的朴樹同樣因政治考量，而未被列作自然紀念物，進而發現是任職於道廳的居民為自身利益而矇騙里長，且還發現裁判長擁有新都市建案所贈送的雨傘，因此原告方聲請法官迴避。英禑確認自己對濬浩怦然心動後，向他表白。英禑向守美坦承身份，並拒絕倚靠拋棄她的母親、跳槽泰山；守美震驚又心痛之餘，英禑迎接官司的勝利。 |                                                     |        |        |               |        |                       |
| 9 | 吹笛人 피리부는 사나이                              | 劉仁植 | 文智媛 | 2022年7月27日 | 70分鐘 | 4.068                 |
| 補習班院長崔成淑（秋貴貞飾演）的三兒子方屁噗（具教煥飾演），自稱兒童解放軍總司令，在得到學生們的同意後，獨自帶著他們上山玩耍。被控涉嫌誘拐未成年的方屁噗，堅持理念且毫無悔意。英禑發現多數學生過著勞碌的生活，不僅課業壓力大，連飲食都不正常，學生們才會追崇方屁噗。英禑提議主張方屁噗是為解救受虐兒童而採取緊急措施；明錫雖然同情學生，但無法認同方屁噗的作為而否決。成淑下跪向家長們說情，才取得免刑求情書，英禑卻提醒她聆聽兒子的心聲。敏宇以方屁噗患有誇大妄想症進行辯護；英禑想起被困在水族館而背鰭歪曲的虎鯨，於是決定尊重並捍衛方屁噗的理念，推翻患有妄想症的主張。敏宇希望英禑受到懲處；但這非明錫的作風，也認為同事間應該化解分歧。即便可能入監服刑，方屁噗仍邀請孩子們旁聽最後陳述，想要給予他們希望。 向濬浩示好的英禑再次告白，一直擔心會傷害彼此的濬浩，經敏宇的提點，才確認自己的心意，於是也向英禑表白。守美來到飯捲店，遭李記者偷拍。 |                                                     |        |        |               |        |                       |
| 10 | 之後再牽手 손잡기는 다음에                          | 劉仁植 | 文智媛 | 2022年7月28日 | 70分鐘 | 4.030                 |
| 英禑在濬浩向她表白後，慌忙逃跑。楊程日（李洹定飾演）涉嫌性侵智能障礙者，在地鐵遭警方上銬，英禑提醒警方未表述米蘭達警告。程日被控準強制性交，聲稱與被害者申彗英（吳惠秀飾演）相戀，請汪洋替他辯護；明錫認為該案件具有難度，但英禑選擇相信程日而接受委任。在格拉米和金敏植（林成宰飾演）的建議下，英禑向濬浩提議先約會再交往，但她難以忍受牽手。英禑以通訊內容主張程日和彗英是兩情相悅、合意性交，這引起彗英的母親（李姃恩飾演）和相關團體的反彈。精神科醫師作證，認為陳述書證實彗英內心抗拒性交，但因渴望愛情且害怕關係破滅，加上自我保護能力薄弱，恐無法分辨立意不良的關係。 秀妍得知程日並非首次接觸身心障礙者，使英禑考慮辭去委任。濬浩在約會時撞見朋友，坦承和英禑的關係。英禑試圖撮合秀妍和敏植，但敏植的冷笑話嚇跑了秀妍。彗英知道程日的意圖並不完全單純，但仍喜歡他，卻受母親指使謊稱遭性侵。彗英作證和程日相愛，但檢方試圖證明彗英的辨識能力薄弱，令彗英無法招架。英禑認為不論對象好壞，身心障礙者都有選擇愛的權利，卻遭彗英母親的辱罵。濬浩的朋友奉勸他勿把憐憫當愛情，令濬浩大動肝火而大打出手。李記者推測英禑和守美為母女關係，敏宇便向前輩打探，得知守美曾經休學。半數陪審團評議無罪，但法官仍宣判程日有罪。英禑領悟到身心障礙者的愛戀身不由己，但濬浩的愛意堅定，令英禑主動吻了濬浩。守美質疑光顥和宣榮密謀，提議父女倆到美國發展，令光顥怒不可遏。 |                                                     |        |        |               |        |                       |
| 11 | 鹽先生、胡椒小姐及醬油律師 소금군 후추양 간장변호사 | 劉仁植 | 文智媛 | 2022年8月3日  | 72分鐘 | 3.788                 |
| 三名賭徒合資購買樂透，結果中頭獎的尹載元（鄭智豪飾演）毀約，不願平分獎金。愛妻的申逸秀（許東元飾演）夥同朴誠南（鄭強熙飾演），委託汪洋提起訴訟。賭場員工韓炳吉（張元赫飾演）原本要出庭作證，但身為非法滯留的朝鮮族，擔心遭遣返而反悔。逸秀改請在賭場賣咖啡的崔多慧（徐慧原飾演）出庭作證，英禑卻發現他倆關係匪淺。法院宣判原告勝訴，逸秀獲得高額獎金，卻一夕間性情大變，開始謀劃離婚。英禑為了不違背律師倫理，用醬油律師代稱自己，提點「鹽先生」逸秀的妻子「胡椒小姐」成恩知（朴祉妍飾演）展開蒐證。逸秀家暴妻小，明錫將恩知轉介給專職律師後，由英禑與濬浩陪同返家，卻剛好撞見逸秀。逸秀為了逼迫恩知離婚，駕著剛買的名車追上前去，卻發生車禍當場身亡，濬浩急忙安慰受到驚嚇的英禑。 恩知最後繼承了逸秀的遺產，得以撫養膝下子女。秀妍和在夜店認識的李鍾權（鄭旭珍飾演）交往，卻得知對方是個專挑女強人下手的騙子。濬浩知道如何緩解自閉症人士的不安，想作英禑的專屬擁抱椅。受守美影響的光顥，思慮是否未給予英禑所需的資源，並撞見英禑和濬浩擁吻。敏宇覺得上司偽善，便挾著守美的秘密打算跳槽泰山，守美卻要求他先設法讓英禑離開汪洋。 |                                                     |        |        |               |        |                       |
| 12 | 白鱀豚 양쯔강 돌고래                                | 劉仁植 | 文智媛 | 2022年8月4日  | 71分鐘 | 4.103                 |
| 米爾生命被收購後，人資部長文宗哲（金熙昌飾演）聽命對夫妻檔員工進行裁員。預設丈夫為留職停薪對象的方針，使女性員工面臨性別刻板印象的壓力而自願離職。金賢政（李智賢飾演）和李智榮（李文貞飾演）控訴公司性別歧視，提起不當解僱訴訟。負責辯護的人權律師柳齊夙（李鳳輦飾演），剛好和重視親緣的柳明河法官同屬豐山柳氏，輩份甚至還比柳法官高，使為被告方辯護的汪洋難為。文部長聲稱以刻板印象勸誘女員工屬個人意見，遭法官駁回；為公司作證的在職員工崔妍希（李志珉飾演），也被揭穿因享有額外待遇才向公司靠攏。得知妍希丈夫患病的賢政與智榮，並不責怪妍希，使妍希感到內疚。 敏宇將汪洋先前指導米爾生命規避法律，對女性員工進行不當裁員的資料交付英禑。英禑認為律師應捍衛正義，但明錫以律師職責僅限辯護來駁斥她，柳律師則認為律師應秉持自身信念。敏宇以英禑的名義，將米爾生命的諮詢資料寄給柳律師，意圖陷害英禑；但柳律師並未採用，反而透過妍希取得文部長的筆記，證實該公司高層歧視女性。光顥想一探英禑男友的真面目，英禑卻以為未達交往階段，令總是配合英禑的濬浩感到失落。柳法官最終已被告確有告知之事實駁回原告請求，但柳律師一行人並不氣餒。英禑思索任職於大型律所的意義，並視柳律師的存在如滅絕的白鱀豚般珍貴。因罪犯出獄而虛驚的明錫突然咳血，才發現自己身體抱恙。 |                                                     |        |        |               |        |                       |
| 13 | 濟州島的藍夜一 제주도의 푸른밤I                     | 劉仁植 | 文智媛 | 2022年8月10日 | 64分鐘 | 3.634                 |
| 禹家房東的父親金永福（宋龍台飾演）前往濟州島的國家公園時，因路過煌志寺而遭廟方強收文化遺產參觀費，氣憤的他委託汪洋提起不當得利償還請求訴訟。患病的明錫為了散心，決定帶著新進律師們前往濟州島出差。英禑期待能夠見到印太瓶鼻海豚，暗戀敏宇的格拉米則說服敏植同行。汪洋律師團實地訪查，發現該道路無法迴轉，只得付過路費；被告方律師則主張該段道路的土地為寺廟所有。住持（許玄浩飾演）邀請明錫一行人到訪煌志寺，試圖開解他們勿被眼前所見而迷惑，應思考本質。 明錫感慨自己成天埋頭工作，忽略妻子知秀（李允智飾演）才會走向離婚。秀妍不自覺對敏宇動情，並得知敏宇背負著龐大的家計壓力。英禑和濬浩前往海邊，卻未見海豚現蹤。濬浩帶著英禑順道拜訪住在濟州島的姊姊勝希（蔡頌華飾演）與姊夫正南（尹那武飾演）；英禑試著迎合，但勝希認為英禑不適合濬浩。佛教遺產專家作證表示，寺廟的文化遺產多以土地面積為單位，因此包含寺廟各殿閣與周遭環境；輪到原告進行詰問時，明錫卻因病痛而不支倒地。 |                                                     |        |        |               |        |                       |
| 14 | 濟州島的藍夜二 제주도의 푸른밤II                    | 劉仁植 | 文智媛 | 2022年8月11日 | 71分鐘 | 3.885                 |
| 罹患胃癌第三期的明錫入院休養，英禑等人決定尋覓歇業的麵店老闆，讓明錫一嚐他朝思暮想的豬肉湯麵。被告方主張合法收取參觀費，且想藉此降低人們通行的意願，以保護山林。看著討論公事總是神采奕奕的明錫，探病的知秀再次憶起孤單而不幸福的感受。英禑自覺無法帶給濬浩幸福，因此決定放棄這段戀情，令不解箇中緣故的濬浩感到痛苦。英禑拋開眼見所見，思考事物本質，主張道路屬行政法之公物範疇，無法認定使用公物有參觀之實，終於勝訴。 秀妍因敏宇變得善解人意而感到混亂，敏宇因此發覺她的心意，格拉米則面臨失戀窘境。明錫帶著大夥兒來到煌志寺，向住持提供法律意見，以解決道路爭議的本質；此舉令英禑感到欽佩，肯定他埋首工作未必毫無收穫。英禑發現寺廟的供養主正是幸福湯麵的老闆，於是同秀妍、敏宇建議他就防止不正當競爭暨營業秘密保護相關法對模仿商號又挖角師傅的幸運麵店提起訴訟。幸福湯麵得以重新開張，明錫也終於如願以償。宣榮證實英禑是守美的私生女，要求李記者在守美出席法務部長人事聽證會的前一刻登出報導。 |                                                     |        |        |               |        |                       |
| 15 | 沒問的話，沒吩咐的事 묻지 않은 말, 시키지 않은 일   | 劉仁植 | 文智媛 | 2022年8月17日 | 66分鐘 | 3.722                 |
| 遭魚叉式網路釣魚導致用戶個資外洩的電商平台羅溫，被廣播通信委員會處以三千億韓圓罰鍰，於是委託汪洋提起請求取消處分的訴訟。明錫入院開刀，英禑、秀妍、敏宇改由勝准帶領。勝准受不了英禑的各種指教和糾正，要求她：不說沒問的話、不做沒吩咐的事。勝准主張罰鍰過高，但被告方以罰鍰僅佔銷售額的1%反駁，使輿論集中抨擊羅溫，用戶們也決定提起集體訴訟。羅溫的共同代表裴烟澈（金柱憲飾演）聯合勝准與敏宇，企圖攀關係進行賄賂，反而觸怒法官。 原告方主張即便設有保護措施，仍無法完全防範黑客，因此不具因果關係，應處以怠金而非罰鍰；但被告方以情報通信網法修正後的法條反駁：若外流與無作為之事實成立，即可處以罰鍰。裴代表質疑代價過於龐大，絕望地飲下氰化鉀而陷入昏迷。英禑主張遭駭在前，法條修訂在後，得依舊法或減輕處分；但勝准依個資外洩在法條修訂後發生，怒斥英禑的論點並剔除她。敏宇阻止試圖捍衛英禑的秀妍；秀妍反倒希望敏宇能為正確的事放下權謀，成為她所喜歡的模樣。秀妍眼見勝准在法庭上無計可施，逕自以英禑的論點進行辯護，敏宇也當庭提出罪疑唯輕原則，最終勝訴。 濬浩沒有英禑就無法幸福，但英禑沒有把握不讓他感到孤單。光顥後悔曾允許宣榮利用英禑打擊守美；心意已決的宣榮建議光顥帶著英禑到鄉下避風頭。守美的兒子崔尚賢（崔賢珍飾演）即是駭入羅溫的駭客，並為此感到罪惡。                                                                                          |                                                     |        |        |               |        |                       |
| 16 | 雖然奇特又古怪 이상하고 별나지만                    | 劉仁植 | 文智媛 | 2022年8月18日 | 83分鐘 | 4.449                 |
| 泰山替三千萬逾名用戶向羅溫提起損害賠償訴訟，尚賢卻在此時向守美坦白真相。守美為了上位，制止尚賢自首，並派職員（咸泰仁飾演）與英禑接觸，挖角她到海外分公司。明錫向知秀示好，但知秀希望明錫能離開汪洋。敏宇決定收手，試著做個支持同儕的傻瓜。尚賢早已透過母親的通訊內容得知英禑的存在，於是主動向英禑求助，坦承是羅溫的共同代表金燦弘（柳慶煥飾演）為了讓裴代表重視資安，唆使他發動駭客攻擊。英禑苦惱該實現社會正義，還是維護客戶的利益，明錫提點她應遵從信念。英禑向團隊釋出尚賢的自白影片，主張汪洋的委託人為法人羅溫而非自然人金燦弘。甦醒的裴代表召開理事會，解除金燦弘的職務。汪洋在法庭上播放自白影片，但裁判長（吳芝惠飾演）依可信度不足等理由，不允將影片納為證據。 宣榮保留私生女的新聞，改以駭客事件打擊守美，但給予英禑挽救的機會。英禑得知尚賢將被送往國外，便趕往人事聽證會，說服守美做個好媽媽，勿為自身利益辜負孩子的信任，使尚賢成為逃犯。英禑同時拒絕守美的招攬，認為自己就像混入白鯨群的一角鯨，儘管難以適應、遭遇異樣眼光，但她坦然面對這奇特又古怪，可是有價值的人生。尚賢如願出庭供出真相，且因加密個資而未導致外洩；法院最終駁回用戶們的請求，守美也宣布辭退法務部長候選人資格。 濬浩認為自己就像單戀貓的貓奴，即便孤獨但也擁有等值的幸福；英禑則認為貓其實也愛貓奴，兩人終於復合。英禑最終轉為正職，成功獨自通過旋轉門，並感到欣慰。        |                                                     |        |        |               |        |                       |

## 迴響

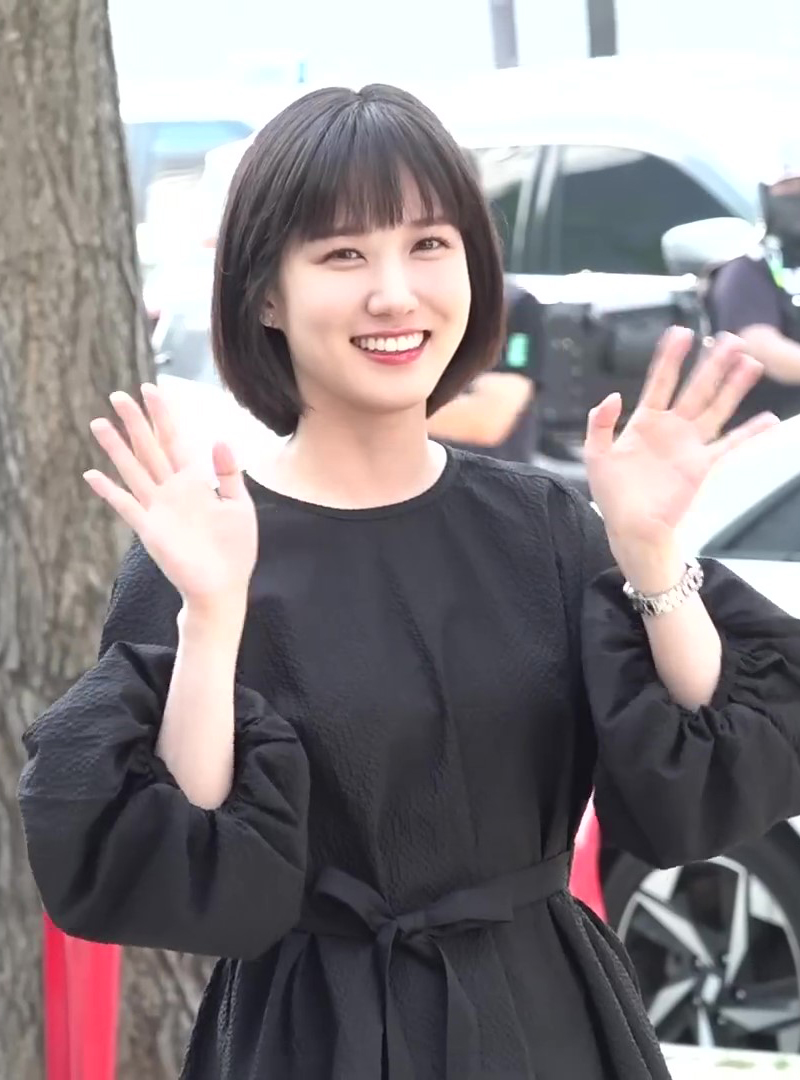
朴恩斌的演技獲得媒體與觀眾廣泛的好評，並贏得百想藝術大獎

### 各界評價
《非常律師禹英禑》播出後獲得廣大迴響，媒體稱道本劇捨棄刺激的元素，關懷弱勢族群，除了打破偏見，也透過禹英禑特別的視角啟迪觀眾，傳達多面向的觀點，並藉著人文主義傳遞溫暖又愉快的能量，因此被稱為「善良電視劇」。JoyNews24（조이뉴스24）訪問200名娛樂產業人士，本劇被票選為2022年最佳電視劇第1名。
多名評論家與記者認為，禹英禑被視為優秀的律師而非身心障礙者，傳達了自閉症只是單一人類特質的含義，有別於過往涉及自閉症的影視作品。《中央日報》的鄭鉉穆記者認為這提高了「療癒」的標準。電視劇評論家孔喜楨表示，《好醫生》的主角既可憐又備受排斥，但本劇傳達共生的態度。大眾文化評論家金聖洙（김성수）指出，《好醫生》著重描繪有才之人的可用性，但本劇一視同仁。文化評論家金憲植（김헌식）認為本劇更加進化，擺脫現實主義並揉合理想，欲傳達的意涵平淡而有餘韻。
孫貞惠律師與許珠衍律師一致認為劇本具有專業性。白世喜律師則從發展障礙人法的修正進行解析，認為本劇能夠進一步提升發展障礙者的日常存在感。大眾文化評論家鄭德賢（정덕현）與李英美認為，本劇取材日常案件，吸引了對現有法庭劇與復仇劇感到疲乏的觀眾，使他們獲得安慰。部長法官出身的文裕皙作家認為，本劇的情緒點到為止，使觀眾更能產生共鳴。
《首爾體育報》的黃惠貞（황혜정）記者認為，本劇顛覆韓劇常見的老套情節，透過角色的職業和身份翻轉性别角色。《韓民族日報》的金孝實（김효실）記者也認為本劇打破性別的藩籬，還包括描繪女同性戀等情節。Newsen的金範錫（김범석）記者則認為本劇過度描述性平意識。
部分自閉症患者的家屬認為，禹英禑或朴施溫等角色都無法代表所有自閉症人士，劇集的設定可能有定型的疑慮，使世人忽略現實。金在範（김재범）記者身為一名發展障礙者的父親，認為本劇無法涵蓋當事者與家屬的面向，且因劇集引起廣大迴響，導致社會容不下質疑聲浪，造成世人為保護劇中的自閉症人士，而向現實中的自閉症人士投擲匕首的局面。《獨自季刊》發行人李真松認為，本劇和《好醫生》與《雖然是精神病但沒關係》無異，只是再現媒體對身心障礙人士的刻板印象，壓縮其他樣貌的身障人士的生存空間。
部分病患或家屬認為禹英禑和自閉症人士的真實樣貌大相徑庭，但醫界均推斷英禑另外患有學者症候群。天主教大學議政府醫院精神健康醫學科的權容實教授以及延世大學世福蘭斯醫院小兒精神科的千槿雅教授均指出，因同時患有兩種病症的機率低，才會產生差距感而顯得不切實際；首爾峨山醫院小兒精神健康醫學科的金孝元（김효원）教授則認為罕見並非幻想。不過，千槿雅教授認為本劇安排低功能自閉症患者的登場，展現自閉症人士的多種樣貌，此舉有助於打破偏見。禹英禑的行為雖然符合自閉症的典型症狀，但金孝元教授與千槿雅教授都表示典型症狀常見於嬰幼兒時期，少見於成人或像是英禑這類高功能自閉症人士。

#### 演員評價
朴恩斌的表演受到好評，OSEN的朴判釋（박판석）記者認為她的演技能消弭彆扭感。放送作家李秀妍（이수연）與《朝鮮體育報》的文智妍（문지연）記者，均認為朴恩斌創造了禹英禑特有的聲音、表情與舉止，《韓民族日報》的南智恩（남지은）記者也稱道她連眼神都有戲。姜泰伍詮釋出李濬浩清淨無害的形象，使角色極具魅力而受到觀眾的喜愛，被戲稱為「有罪的人」、「狐狸男主」等。姜基榮扮演懂得捍衛下屬的上司，被媒體稱作「獨角獸導師」，並收獲觀眾的好評與喜愛。
全裴修透過深邃的眼神與表情，詮釋單親爸爸微妙又複雜的心境，被媒體稱為「國民爸爸」。陳慶透過眼神、語調、呼吸以及細微的表情變化，展現出不同的演技層次，而被稱作「3段眉間演技」。河潤景詮釋經常捍衛英禑的「春日暖陽」崔秀妍，演技細膩、俐落而收獲好評，並受到觀眾的注目。朱鐘赫以出眾的演技，揣摩為解決案件而不擇手段的「權謀詭計」權敏宇，被稱作「國民醜相」。朱玄英以多變的表情和充沛的活力內化角色，演出幽默風趣。林成宰的演出充滿反轉又可愛，媒體稱其演出搶鏡。
除了常規演員外，特別演出或僅出演單集的演員，如扮演脫北者的金曦歐拉、飾演兒童解放軍的具教煥、扮演智能障礙者的吳惠秀（오혜수）以及扮演人權律師的李鳳輦也受到媒體與觀眾的關注與好評。

### 時事呼應與爭議
本劇引起大眾關注鯨豚解放的議題、特殊教育資源的缺乏、中國大陸盜版猖獗以及寺廟收取文化財參觀費的長年爭議等。另外，也呼應韓國教育部欲推行5歲孩童提前就學的政策爭議。本劇取景地昌原市東部村的500年朴樹，也在劇集播出後被文化財廳列為天然紀念物。
劇集探討非身心障礙者與身心障礙者相戀的情節，令身障人士家屬擔心引發模仿戀愛與犯罪。全國障礙人父母聯隊（전국장애인부모연대）的尹鍾述（윤종술）會長表示，發展障礙者可能會被非身心障礙者當作性發洩的工具。障礙女性關懷（장애여성공감）的李珍熙（이진희）代表，則認為應重視身心障礙者的性自主權；本劇的顧問金炳建教授，同樣認為社會安全網的不健全才是問題的根源。部分反女權與極右派人士揣測，劇中的人權律師柳齊夙是影射涉嫌性騷擾而自殺的前首爾特別市市長朴元淳，但劇組否認該臆測。

### 收視率
《非常律師禹英禑》首播當時，ENA是個僅開台兩個月且知名度低的新頻道，但本劇突破了頻道的劣勢，加上Netflix與Seezn等OTT的聯播策略也助了一臂之力。根據TNMS調查，本劇首播當週平均收視0.9%，結局當週平均收視上漲到10.6%，家庭戶收視從18.5萬戶成長至212.9萬戶，20歲至49歲的觀眾人數從88.5萬人成長至165.3萬人。
根據尼爾森韓國的調查，《非常律師禹英禑》的最終回收視率較首集成長近18倍。本劇第2集便打破ENA最高收視紀錄，並以最終回收視率17.5%成為該頻道收視最高的節目，但劇集中段的收視率因置入性行銷、劇情爭議與莫名的感情線等問題，而略顯疲乏。本劇自第3集起，穩坐同期水木劇收視冠軍，超越地上波KBS 2TV播映的《魔咒的戀人》與《說出你的願望》、綜合編成頻道JTBC播映的《知情人》以及同屬有線電視的tvN所播映的《夏娃的醜聞》與《獵鑽緝兇》。20歲至49歲收視是廣告商的目標受眾，本劇自第4集起連續7週位居第1名。
本劇連續20週進榜Netflix非英語電視節目全球收視前10名，遍及美洲、歐洲、非洲、亞洲與大洋洲等地區；其中共有9週位居全球非英語電視節目收視冠軍，於韓國、香港、日本、墨西哥、馬來西亞、新加坡與臺灣等23個地區取得第1名。2022年8月15日至21日當週，登上全球收視總排行冠軍，並以6億6200萬小時總觀看時數，躋身2022年度Netflix電視節目全球收視第6名。首播至終映後28日間，總共獲4億247萬小時觀看時數，躋身最受歡迎非英語電視節目榜第6名，但2023年被《黑暗榮耀》超越而下跌至第7名。
| 季數 | 季數 | 每季集數 | 每季集數 | 每季集數 | 每季集數 | 每季集數 | 每季集數 | 每季集數 | 每季集數 | 每季集數 | 每季集數 | 每季集數 | 每季集數 | 每季集數 | 每季集數 | 每季集數 | 每季集數 |
| 季數 | 季數 | 1        | 2        | 3        | 4        | 5        | 6        | 7        | 8        | 9        | 10       | 11       | 12       | 13       | 14       | 15       | 16       |
| ---- | ---- | -------- | -------- | -------- | -------- | -------- | -------- | -------- | -------- | -------- | -------- | -------- | -------- | -------- | -------- | -------- | -------- |
|      | 1    | 不適用   | 0.396    | 1.069    | 1.391    | 2.565    | 2.529    | 2.975    | 3.404    | 4.068    | 4.030    | 3.788    | 4.103    | 3.634    | 3.885    | 3.722    | 4.449    |

| 集數 | 播出日期      | 標題                       | 尼爾森收視率 | 尼爾森收視率 | 尼爾森收視率 | 尼爾森收視率 | 尼爾森收視率 | 尼爾森收視率 | TNMS週間收視率 | TNMS週間收視率 |
| 集數 | 播出日期      | 標題                       | 全國         | 全國         | 首都圈       | 首都圈       | 分鐘最高收視 | 20-49歲收視  | 全國           | 20-49歲收視    |
| 集數 | 播出日期      | 標題                       | 家庭戶比例   | 人數（百萬） | 家庭戶比例   | 人數（百萬） | 分鐘最高收視 | 20-49歲收視  | 全國           | 20-49歲收視    |
| ---- | ------------- | -------------------------- | ------------ | ------------ | ------------ | ------------ | ------------ | ------------ | -------------- | -------------- |
| 1    | 2022年6月29日 | 非常律師禹英禑             | 0.948%       | —            | —            | —            | —            | —            | 0.920%         | 0.480%         |
| 2    | 2022年6月30日 | 滑落的婚紗                 | 1.805%       | 0.396        | 1.987%       | 0.185        | 2.7%         | —            | 0.920%         | 0.480%         |
| 3    | 2022年7月6日  | 企鵝朋秀，就決定是你了     | 4.032%       | 1.069        | 4.369%       | 0.573        | 5.4%         | —            | 3.12%          | 2.77%          |
| 4    | 2022年7月7日  | 三兄弟之爭                 | 5.190%       | 1.391        | 5.703%       | 0.764        | 6.4%         | 2.7%         | 3.12%          | 2.77%          |
| 5    | 2022年7月13日 | 冒失莽撞對上權謀詭計       | 9.138%       | 2.565        | 10.297%      | 1.376        | 11.7%        | 5.2%         | 5.74%          | 4.96%          |
| 6    | 2022年7月14日 | 如果我是鯨魚⋯⋯             | 9.569%       | 2.529        | 10.364%      | 1.367        | 11.8%        | 5.3%         | 5.74%          | 4.96%          |
| 7    | 2022年7月20日 | 昭德洞故事一               | 11.690%      | 2.975        | 12.960%      | 1.519        | 13.9%        | 5.6%         | 7.19%          | 5.96%          |
| 8    | 2022年7月21日 | 昭德洞故事二               | 13.093%      | 3.404        | 14.970%      | 1.784        | 16.8%        | 6.4%         | 7.19%          | 5.96%          |
| 9    | 2022年7月27日 | 吹笛人                     | 15.780%      | 4.068        | 18.078%      | 2.149        | 20.0%        | 8.0%         | 9.59%          | 7.4%           |
| 10   | 2022年7月28日 | 之後再牽手                 | 15.157%      | 4.030        | 17.178%      | 2.220        | 19.2%        | 8.4%         | 9.59%          | 7.4%           |
| 11   | 2022年8月3日  | 鹽先生、胡椒小姐及醬油律師 | 14.173%      | 3.788        | 15.384%      | 1.949        | 16.9%        | —            | 9.05%          | 6.96%          |
| 12   | 2022年8月4日  | 白鱀豚                     | 14.937%      | 4.103        | 16.253%      | 2.145        | 17.8%        | 7.5%         | 9.05%          | 6.96%          |
| 13   | 2022年8月10日 | 濟州島的藍夜一             | 13.515%      | 3.634        | 14.796%      | 1.877        | 16.9%        | 6.9%         | 9.99%          | 7.6%           |
| 14   | 2022年8月11日 | 濟州島的藍夜二             | 14.646%      | 3.885        | 16.075%      | 1.942        | 17.9%        | 6.5%         | 9.99%          | 7.6%           |
| 15   | 2022年8月17日 | 沒問的話，沒吩咐的事       | 13.779%      | 3.722        | 15.506%      | 1.874        | 17.8%        | 7.2%         | 10.59%         | 7.63%          |
| 16   | 2022年8月18日 | 雖然奇特又古怪             | 17.534%      | 4.449        | 19.210%      | 2.276        | 21.86%       | 7.9%         | 10.59%         | 7.63%          |

### 人氣與效應

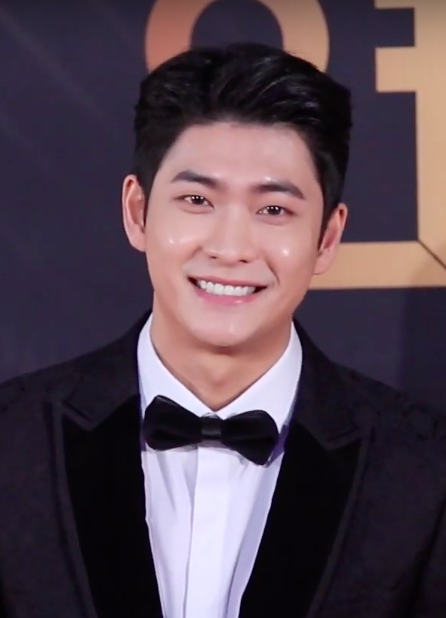
姜泰伍廣獲人氣

本劇所引發的熱潮，被媒體稱作「禹英禑症候群」。根據韓國蓋洛普的調查，本劇位居2022年7月與8月韓國人最喜愛的電視節目，成為歷年最受歡迎的電視劇與電視節目，該紀錄後來於同年12月被《財閥家的小兒子》超越。劇集的人氣，使製作公司的股價上漲，也提升ENA、Netflix和Seezn的知名度與訂閱人數。
據GoodData的分析，本劇自首播當週起，蟬聯8週電視劇話題性冠軍，最大漲幅超越《二十五，二十一》的紀錄，7月第3週的分數也打破《請回答1988》寫下的最高紀錄。CJ ENM與尼爾森韓國共同分析電視節目的CPI（Content Power Index；內容影響力指數），本劇也連續8週位居電視節目影響力第1名。廣播通信委員會放送內容價值情報分析系統（RACOI）分析電視劇網路熱度，本劇同樣蟬聯8週冠軍。
劇集提升演員的人氣，使演員過去的作品受到關注，引發「反向運行」的效應。朴恩斌被票選為2022年「年度閃耀藝人」第1名；播出期間，均由朴恩斌與姜泰伍取得演員話題性、演員提及量冠軍。在2022年7月與9月間，朴恩斌與姜泰伍也位居電視劇演員品牌評價前3名。7月第3週時，朱鐘赫、陳慶、河潤景、全裴修、朱玄英與姜基榮等演員一同挺進演員提及量前10名，由本劇演員佔據前8名。

### 提名及獲獎
《非常律師禹英禑》獲第59屆百想藝術大獎10項提名，為該屆入圍贏家；最終由朴恩斌獲得TV部門大賞、劉仁植獲得導演獎。本劇在釜山國際電影節籌辦的第4屆亞洲內容大獎上，同樣獲得典禮最大獎——最佳內容；於第18屆首爾國際電視節獲得韓流電視劇作品賞；於第13屆韓國電視劇節獲得作品賞；並入圍評論家選擇電視獎最佳外語影集。
本劇入圍第8屆APAN Star Awards作品賞、導演賞（劉仁植）、迷你劇女子最優秀演技賞（朴恩斌）、最佳情侶賞（朴恩斌與姜泰伍）、OST賞（Wonstein）等8個獎項。文智媛最終贏得APAN Star Awards編劇賞，並受亞洲內容大獎提名最佳編劇。
朴恩斌的演出除了受到百想藝術大獎的肯定，也獲得美國評論家選擇協會首屆亞太影視典禮的電視新星獎；另外也拿下亞洲內容大獎最佳女演員、首爾國際電視節亞洲明星賞、APAN Star Awards女子人氣賞等。白智媛憑藉本劇和《安娜》的演出，獲得APAN Star Awards女子演技賞。

## 相關作品
2022年7月5日，A Story宣布製作同名網絡漫畫，將投資逾兩年的電視劇IP一源多用，由和音調（화음조）作畫、唯一（유일）寫本，以10歲到29歲的手機網路世代為目標受眾，推出韓文、英文、日文和中文等四種語言版本。韓國在7月27日晚間10點於NAVER Webtoon正式上架，每週四連載，共60話，除了重現電視劇的劇情外，還會追加專屬於漫畫的原創內容。臺灣於8月15日起，在LINE Webtoon上連載。網漫版推出後，雖然話題性高，但評價不佳，評分與排名也不突出，除了電視劇優勢在前，也凸顯網漫的劣勢，如無法體現自閉症症狀、節奏過快等。
2022年7月起，A Story陸續證實收到來自美國、日本、中國大陸、土耳其、菲律賓與德國等數十個國家的翻拍提案。8月22日，ABC宣布製作的衍生劇《好律師》（The Good Lawyer），雖然《良醫墨非》是改編自，可是衍生劇是描述強迫症女律師的故事，即便與本劇有相似之處，但該系列早在夏天便展開製作，並非本劇的改編作。
2022年8月17日，EMK音樂劇公司與A Story旗下子公司AIMC簽署合約，改編本劇三集劇情，由不同的創作者與演員，分別製作成三部音樂劇，預計於2024年同時公演。《非常律師禹英禑》於2022年9月15日發行無刪減版劇本書，共分成上下兩冊，由金寧社出版，書籍除了收錄16集劇本，也將公開文智媛如何命名禹英禑，以及整體電視劇創作的過程等。YES24於8月11日下午2點起開放預購，隔日便已賣出5000餘本。

## 外部連結
- 官方网站 
- 在Netflix上觀看《非常律師禹英禑》
- Daum上《非常律師禹英禑》的資料
- NAVER上《非常律師禹英禑》的資料
- 互联网电影数据库（IMDb）上《非常律師禹英禑》的资料（英文）

| ENA 水木電視劇                            | ENA 水木電視劇                                 | ENA 水木電視劇 |
| ----------------------------------------- | ---------------------------------------------- | -------------- |
|                                           | 非常律師禹英禑 （2022年6月29日—2022年8月18日） |                |
| 具必秀不在 （2022年5月4日—2022年6月23日） | Good Job （2022年8月24日—2022年9月29日）       |                |